# Велівар
Велівар — це вершина в Македонії, яка є найвищою вершиною на хребті Дешат. Вона розташована на хребті Дешат, а її висота становить 2373 метри. На самій вершині Велівару проходить прикордонна лінія між Македонією та Албанією, на якій є напівзруйнований прикордонний камінь у вигляді піраміди. Гора Велівар — це високий скелястий і кам'янистий хребет, покритий пишною і високою травою, який підноситься над хребтом і підбасейном Дешат у долині Радики з македонського боку та його передгір'ями в долині Чорної Дрині на албанському боці.
На вершину Велівара можна дійти приблизно від 3 з половиною до 4 годин із сіл Битуше або Требіште, або з села Жировниця повністю маркованою пішохідною стежкою, яка має стовпи з зимовою розміткою і проходить повз Північне та Південне озеро Гашово прямо біля його підніжжя та озеро Локув у лісосмузі. З вершини Велівара відкривається прекрасний вид на долину річки Радика з монастирем «Св. Йована» Бігорського і горою Бистра, прилеглі скелясті вершини Голем і Мал Крчин із містечком Дебар та Дебарським озером на задньому плані та хребтом Кораб із протилежного боку, а також до долини Чорного Дрина та м. Пешкопія в Албанії. Гору часто відвідують альпіністські групи, і у 2017 році вона була дев'ятим піком, на який піднялися в межах альпіністського виклику «12 вершин».

## Галерея

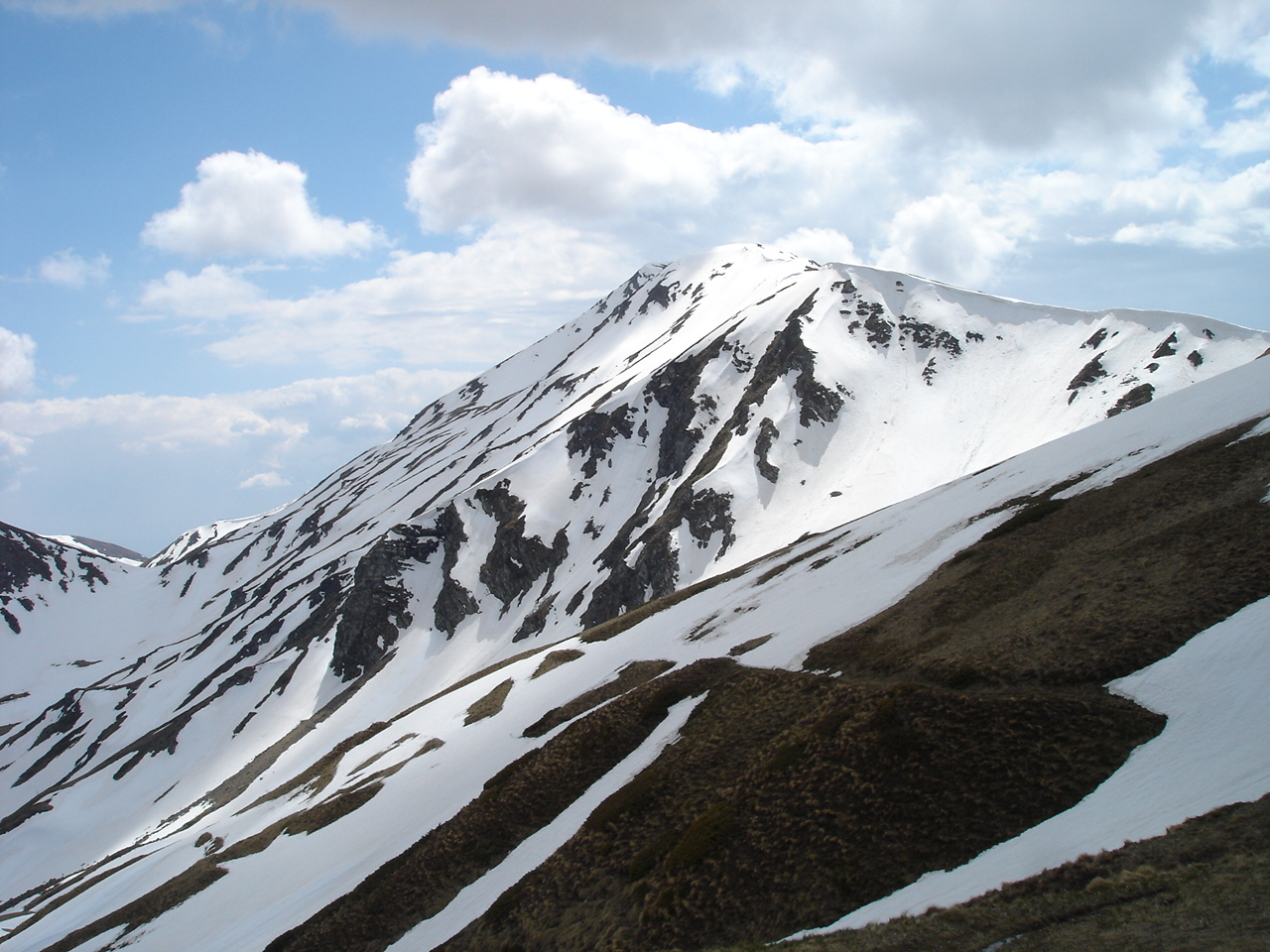
Вид на саму вершину Велівара
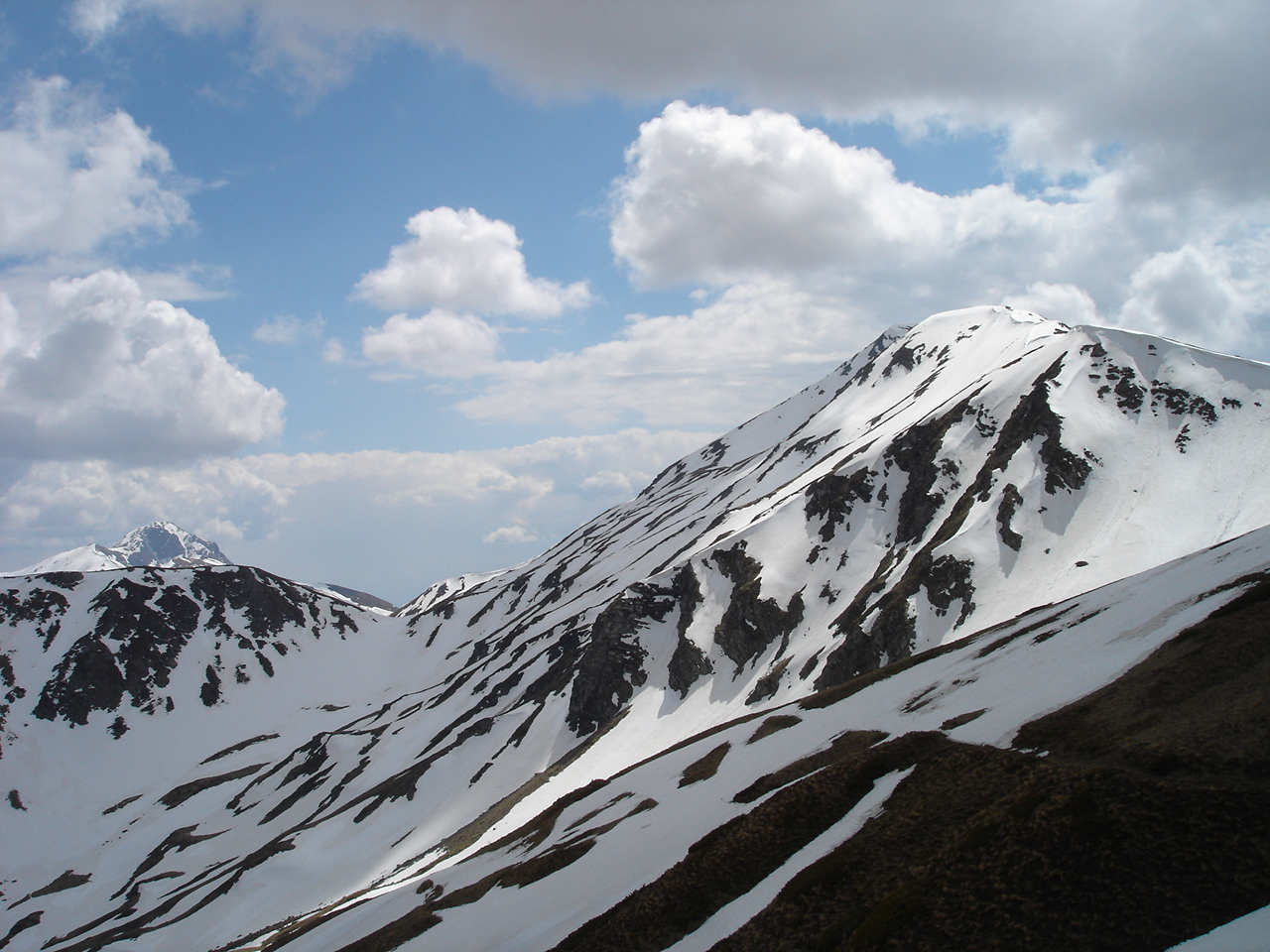
Вид на саму вершину Велівара
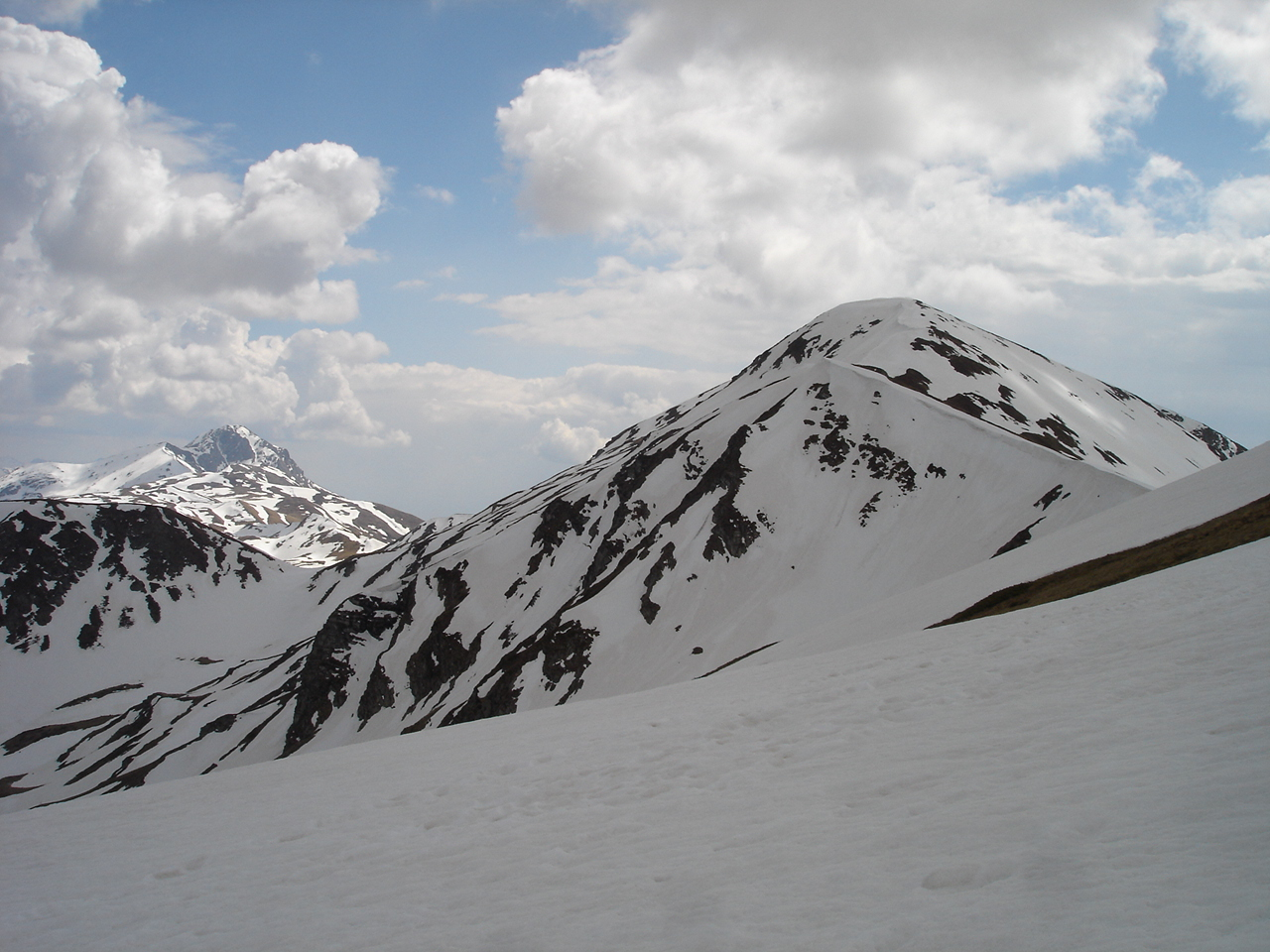
Вид на саму вершину Велівара
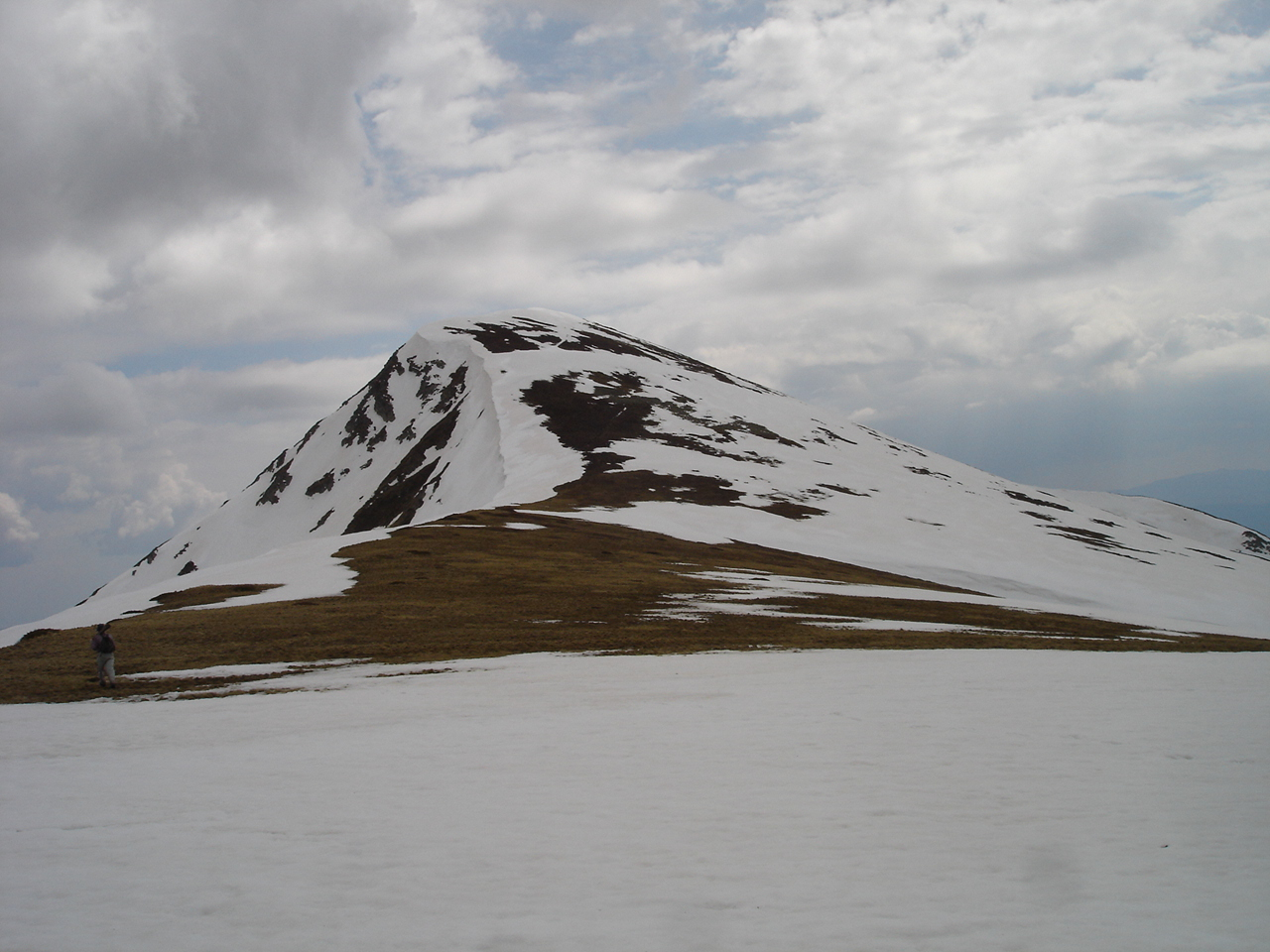
Вид на саму вершину Велівара
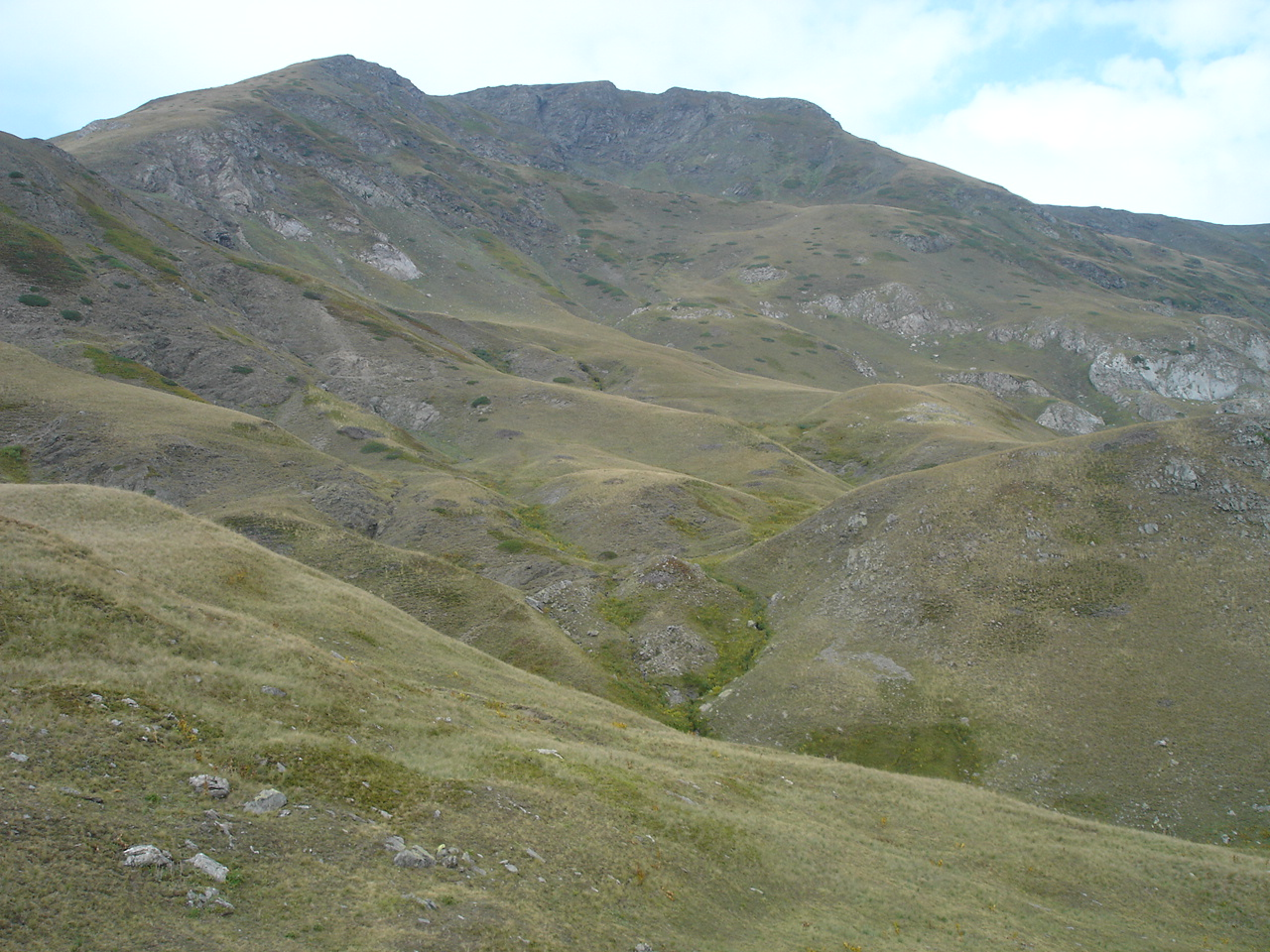
Вид на вершину Велівар
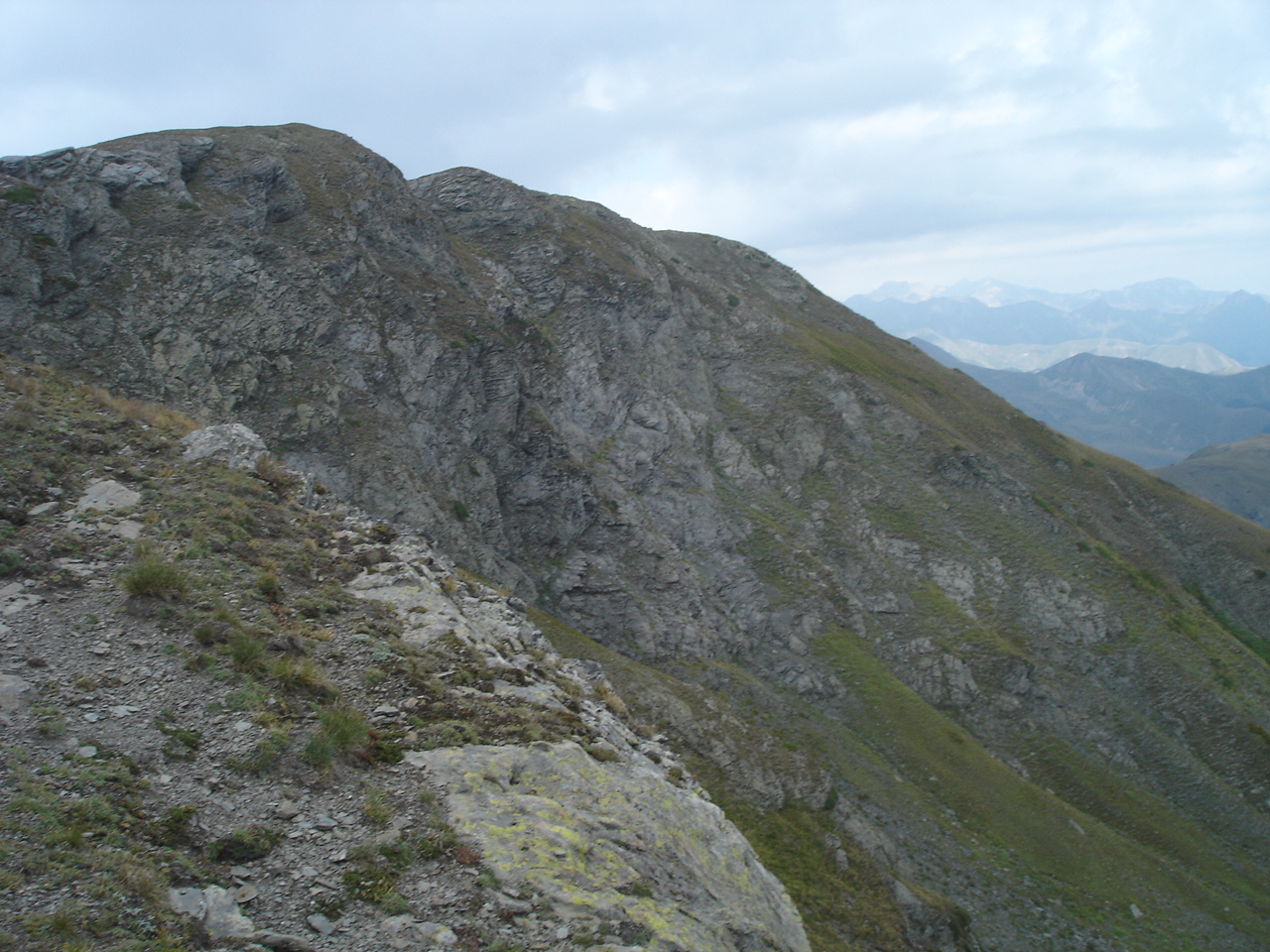
Скелястий хребет на вершині Велівара
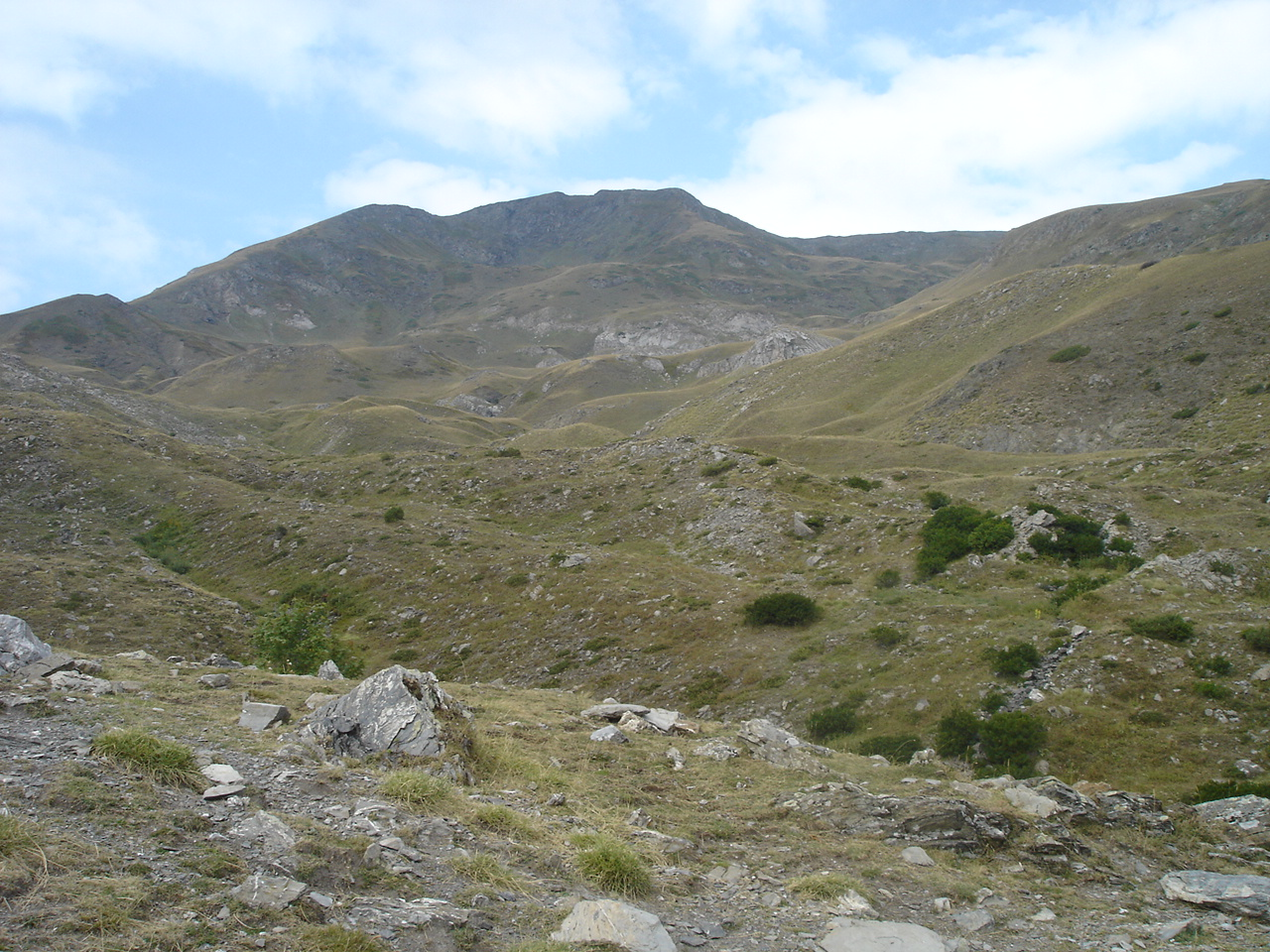
Вершина Велівара
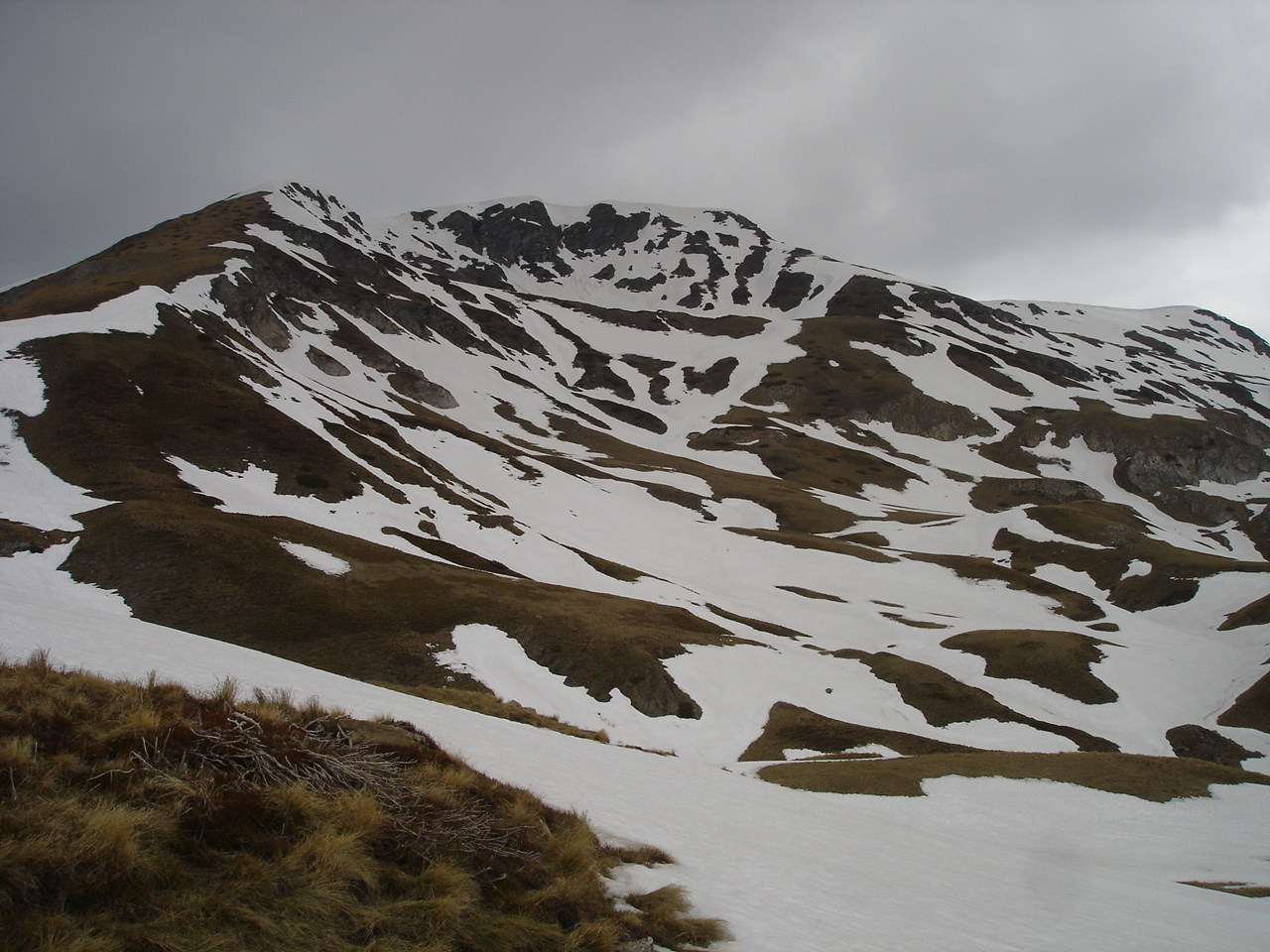
Вид на вершину Велівар зі східного підніжжя
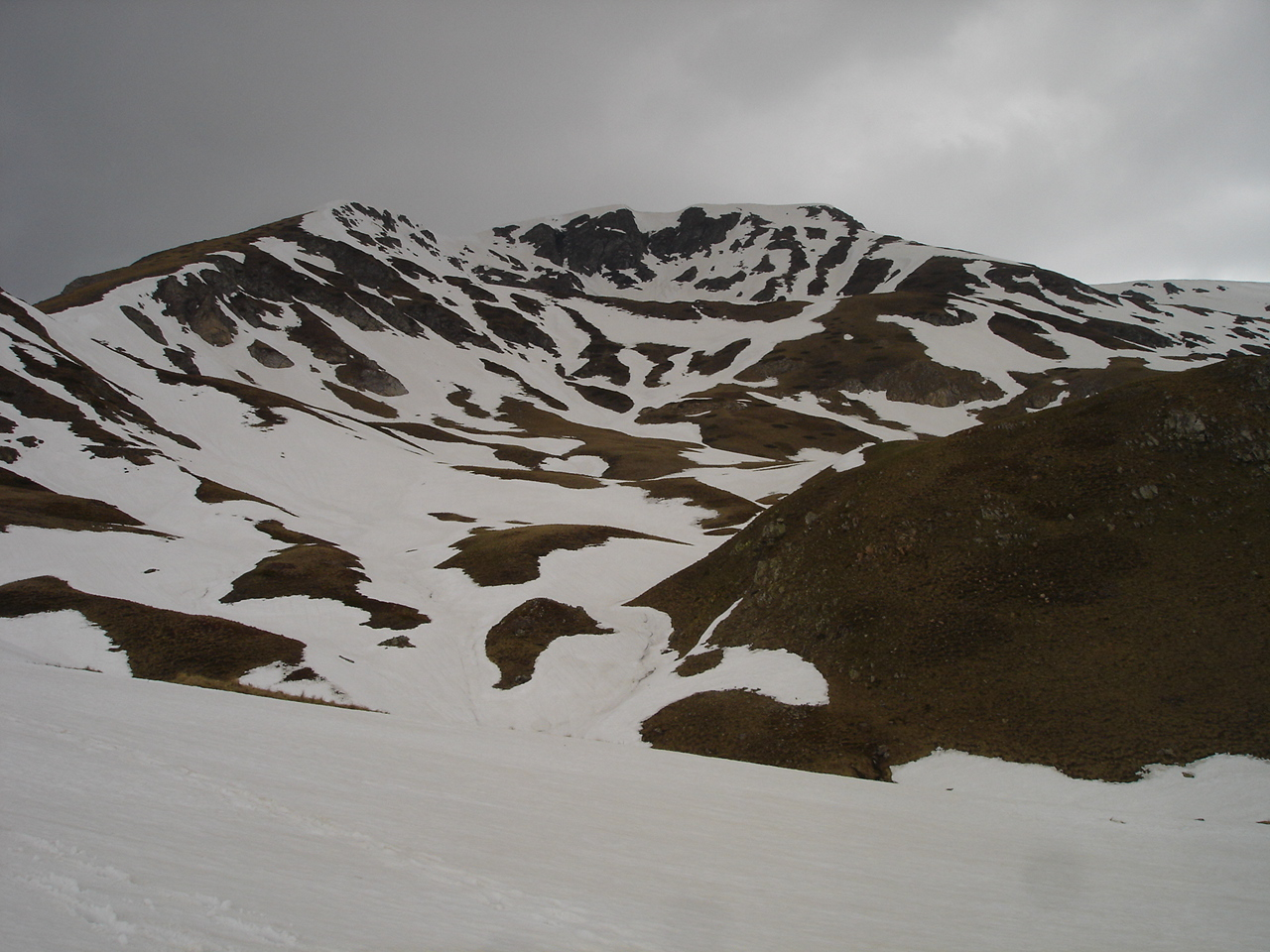
Вид на вершину Велівар зі східного підніжжя